# Action Sud pour le développement durable Genève
L'Action Sud pour le développement durable Genève (ASDDG) est une organisation non gouvernementale créée en 2003 à Genève. Cette association apporte son aide aux populations des régions enclavées du Sud de Madagascar afin d'améliorer leurs conditions de vie selon une stratégie de développement durable et participatif.

## Localisation du projet
L'action principale est menée sur le plateau de Mahafaly qui est une région située au sud de Madagascar.

## Contexte
Le plateau de Mahafaly abrite des villages qui sont répartis en 36 communes. Le quotidien de ces communautés est rythmé par des difficultés sociales et économiques. Il n'existe quasiment aucune infrastructure scolaire ou sanitaire dans la région. Mais le problème majeur demeure l'accès à l'eau potable. De plus, la sécheresse et les catastrophes naturelles ne font qu'accentuer la pauvreté des populations indigènes.

## Objectifs
- Promouvoir l'éducation de base et élémentaire
- Augmenter le taux de scolarisation et d'alphabétisation tant des adultes que des enfants et donner la possibilité de poursuivre la scolarisation au même endroit
- Enrayer sinon réduire la famine périodique qui provoque chaque année des milliers de morts et fournir une sécurité alimentaire plus stable
- Augmenter le taux de croissance économique et parer à la spéculation des commerçants.
- Diminuer l'exode rural et créer des centres d'intérêt pour les jeunes afin de lutter contre la prostitution et la drogue
- Rendre la population plus attentive à la protection de l'environnement, de l'écosystème et de la biodiversité de Madagascar
- Promouvoir le reboisement par la culture de l'arbre Morongo, cet arbre est utilisé sous toutes ses formes (graines, feuilles, etc. aussi  bien comme complément alimentaire que pour la purification de l'eau)

## Nature du projet
- Construire des établissements scolaires
- Création de centres de santé (vaccination, lutte contre le paludisme, diarrhées …)
- Fournir de l'eau potable et adduction d'eau (puits, forage)
- Créer des activités annexes pour les femmes : couture, broderie
- Utilisation de l'énergie renouvelable (solaire, éolienne) avec la collaboration de notre partenaire local ADES (construction de fours solaires)